# 老街溪站
24°57′30.69″N 121°13′9.78″E / 24.9585250°N 121.2193833°E
老街溪站位於台灣桃園市中壢區，為桃園機場捷運線的捷運車站，於2023年7月31日通車。目前亦為桃園機場捷運線的南端起迄站。

## 歷史
2013年3月：環北─老街溪─中壢段動工，老街溪站率先開始施作連續壁。
2023年7月31日：環北─老街溪啟用。

## 概要
- 位於中壢區中豐路下方、永嘉街至中央西路一段口間，西側緊鄰老街溪；車站代碼為A22。
- 出入口立牌標誌為全線唯一以「桃園捷運」企業識別，並非「桃園國際機場捷運」系統識別。

- 設地下3層的車站，設有1座島式月台、2股軌道，站體長約126.5公尺，寬約16.3公尺。地下一層為穿堂層，地下二層為設備層，地下三層為月台層，設置長80公尺的島式月台。共有2處出入口，皆具有樓梯、電扶梯及無障礙電梯。[4][5]

## 樓層
| G         | 地面                     | 1號出口、2號出口                           |
| B1        | 穿堂層                   | 電扶梯、電梯及樓梯往出入口                 |
| B1        | 穿堂層                   | 驗票閘門、車站詢問處、自動售票機、公共電話 |
| B1        | 穿堂層                   | 廁所、商店                                 |
| B1        | 穿堂層                   | 電扶梯、電梯及樓梯往月台層                 |
| B2 设备层 | 车站设备                 |                                            |
| B3 月台層 | ②號月台                  | 機場線普通車 往台北方向（環北站）          |
| B3 月台層 | 島式月台，左/右側開門 :4 |                                            |
| B3 月台層 | ①號月台                  | 機場線普通車 往台北方向（環北站）          |

- 因本站與環北站間並無橫渡線[7]，若有不載客的列車（備用車）停駐於其中一側月台時，則主要使用月台的列車將短暫停留後即折返往台北方向。

## 出口
| 老街溪站出入口                  |      | |
| 出入口                          | 圖片 | 位置 |
| 出入口1 · 設有電梯 · 設有手扶梯 |      | 位於中豐路與中央西路一段路口，中壢米堤大飯店旁。 通往新區、海華特區、威尼斯影城。 （桃園捷運機場線出入口。） |
| 出入口2 · 設有電梯 · 設有手扶梯 |      | 位於老街溪河岸公園旁。 通往舊區、中平商圈、中壢車站。 （桃園捷運機場線出入口。）                             |
| 註： 設有電梯 \| 設有手扶梯     |      | |

## 車站周邊
- 桃園市公共自行車租賃系統：
  - 捷運老街溪站（A22）
- 老街溪
- 永興公園
- 中平路商圈
- 中壢米堤大飯店
- 桃園市中壢區新明國民小學
- 中壢觀光夜市
- 桃園市立中壢商業高級中等學校
- 國立中央大學附屬中壢高級中學

## 公車資訊
| 編號  | 經營業者          | 區間                                   | 備註                                                                                            |
| ----- | ----------------- | -------------------------------------- | ----------------------------------------------------------------------------------------------- |
| 1A    | 桃園客運          | 中壢－桃園                             | 停靠「捷運老街溪站(中央西路)」站牌                                                              |
| 118   | 桃園客運          | 中壢－中壢高中                         | 停靠「捷運老街溪站(中央西路)」站牌                                                              |
| 120   | 桃園客運 中壢客運 | 捷運老街溪站－太子鎮                   | 停靠「捷運老街溪站(中豐路)」站牌                                                                |
| 171   | 桃園客運          | 中壢－捷運老街溪站                     | 停靠「捷運老街溪站(中央西路)」站牌 使用桃園市民卡乘車往返中壢公車站－捷運老街溪站享免費乘車優惠 |
| 703   | 亞通客運          | 竹圍－中壢                             | 停靠「捷運老街溪站(中央西路)」站牌                                                              |
| 5081  | 桃園客運          | 中壢－大園(經下洽溪)                   | 停靠「捷運老街溪站(中央西路)」站牌                                                              |
| 5081A | 桃園客運          | 中壢－大園(經下洽溪)                   | 停靠「捷運老街溪站(中央西路)」站牌                                                              |
| 5616A | 亞通客運          | 龍潭－中壢(繞駛捷運老街溪站)           | 停靠「捷運老街溪站(中央西路)」站牌                                                              |
| 5616B | 亞通客運          | 龍潭－中壢(繞駛祥安國小、捷運老街溪站) | 停靠「捷運老街溪站(中央西路)」站牌                                                              |
| 5623  | 亞通客運          | 楊梅－捷運環北站(經中壢車站)           | 停靠「捷運老街溪站(中豐路)」站牌                                                                |
| 5623B | 亞通客運          | 楊梅－捷運環北站（經中豐路）           | 停靠「捷運老街溪站(中豐路)」站牌                                                                |
| L208  | 勁揚通運          | 內環黃線                               | 停靠「捷運老街溪站(中豐路)」、「捷運老街溪站(中央西路)」站牌                                    |

## 外部連結
- 桃園捷運 老街溪站 （页面存档备份，存于）
- 桃園大眾捷運股份有限公司->乘車指南->路網圖 （页面存档备份，存于）（繁體中文）